# Федотово (Дмитровский городской округ)
Федотово — деревня в Дмитровском районе Московской области, в составе Сельского поселения Габовское. Население — 30 чел. (2010). До 2006 года Федотово входило в состав Каменского сельского округа.

## Расположение
Деревня расположена в юго-западной части района, у границы с Солнечногорским, примерно в 23 км на юго-запад от Дмитрова, у истока безымянного притока реки Каменка (правый приток Волгуши), высота центра над уровнем моря 243 м. Ближайшие населённые пункты — примыкающее на юго-востоке Редькино и Пески в 1 км на запад.

## Население
| 2002 | 2006 | 2010 |
| ---- | ---- | ---- |
| 1    | →1   | ↗30  |